# سرخرگ دهانی
سرخرگ دهانی سرخرگ کوچکی در بدن انسان است که خاستگاه آن سرخرگ آرواره‌ای بالایی (ماگزیلر) (از شاخه‌های شریان سبات بیرونی)و پراکندگی و اختتام آن در ماهیچه شیپوری و پرده‌های مخاطی دهان می‌باشد.